# Sési (ort i Grekland, Attika)
Sési (Sesi) är en ort i Grekland.   Den ligger i prefekturen Nomarchía Anatolikís Attikís och regionen Attika, i den östra delen av landet, 40 km nordost om huvudstaden Aten. Sési ligger 1 meter över havet och antalet invånare är 174.
Terrängen runt Sési är kuperad åt sydväst, men åt nordost är den platt. Havet är nära Sési åt nordost.  Närmaste större samhälle är Néa Mákri, 17,7 km söder om Sési. 